# 貝塚市立永寿小学校
貝塚市立永寿小学校（かいづかしりつ えいじゅしょうがっこう）は、大阪府貝塚市三ツ松にある公立小学校。

## 沿革
- 1970年4月7日 - 永寿小学校を設立。木島小学校の教室を借りて、第１回入学式を７名の新入生で挙行。
- 1970年7月10日 - 現在地の貝塚市三ツ松2020番地に移転。創立記念とする。

## 通学区域
- 三ツ松（木島小校区もあり）、地藏堂（一部）[1]

## 進学先中学校
- 卒業後は基本的に貝塚市立第四中学校に進学する[1]。

## 著名な出身者
- 植田拓 - 元プロ野球選手